# إرورا (غيبوثكوا)
بلدية إرورا (بالإسبانية: Irura) هي بلدية تقع في مقاطعة غيبوثكوا التابعة لمنطقة إقليم الباسك شمال إسبانيا.

## الديموغرافيا
بلغ عدد سكان بلدية إرورا 1.619 نسمة عام 2011 (وفقاً للمعهد الوطني للإحصاء الإسباني).
| 726 | 746 | 950 | 1.113 | 1.270 | 1.515 | 1.619 |